# Silver Endeavour
Die Silver Endeavour ist ein Kreuzfahrtschiff mit Eisklasse der Reederei Silversea Cruises. Das Schiff wurde im Jahr 2021 als Crystal Endeavor von Crystal Cruises in Dienst gestellt. Es ist Typschiff und das einzige fertiggestellte Exemplar der Endeavor-Klasse. Gefertigt wurde das Schiff bei MV Werften Stralsund.

## Geschichte

### Planung und Bau

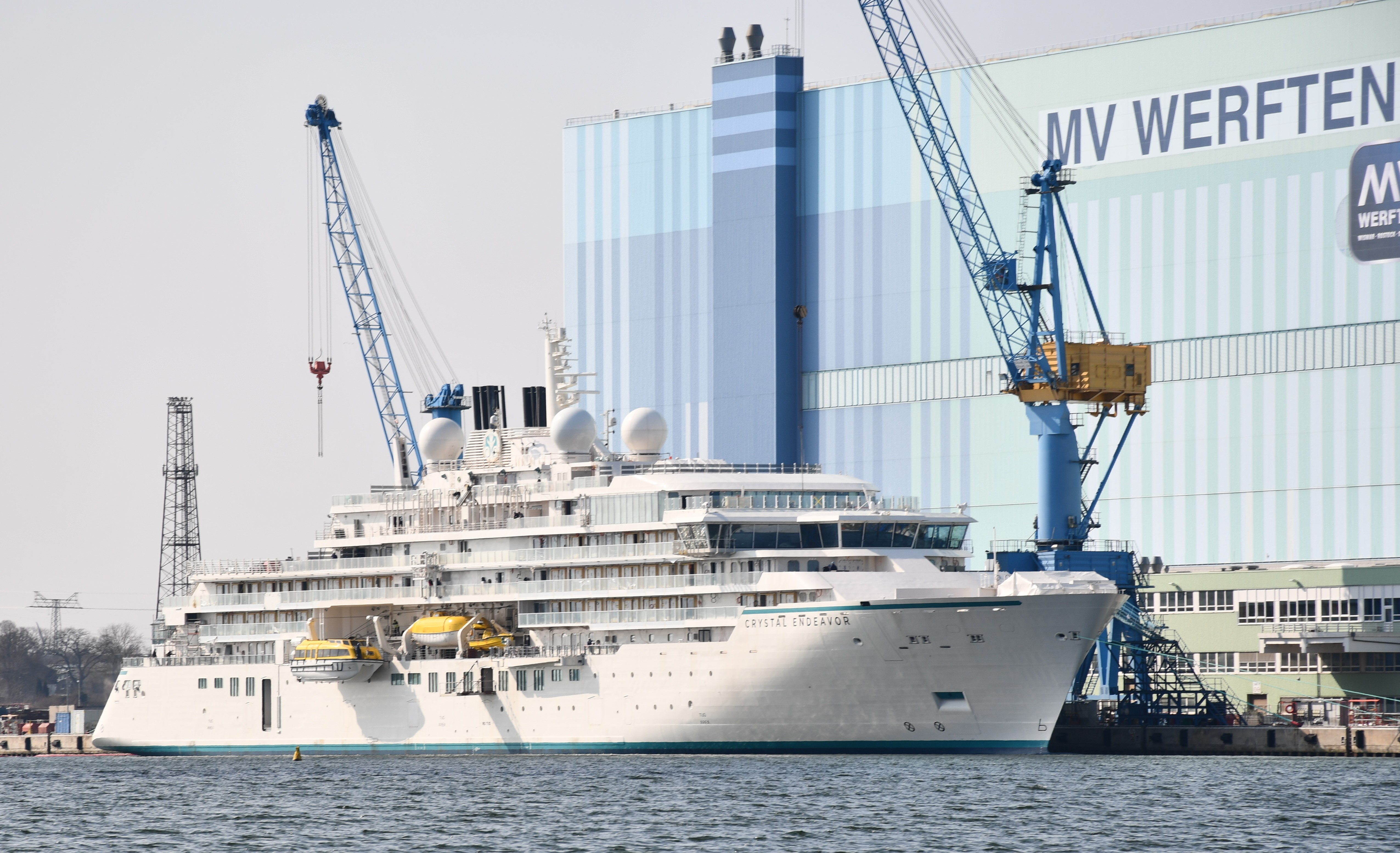
Das Schiff als Crystal Endeavor vor der Bauwerft (2021)

Ursprünglich war der Bau von einem Schiff vorgesehen, das im Jahr 2016 bestellt wurde und im August 2018 abgeliefert werden sollte; der Bau war zunächst auf der Lloyd Werft Bremerhaven geplant, die der Genting-Konzern, zugleich Mutterkonzern von Crystal Cruises, im Jahr 2015 übernommen hatte. Noch im selben Jahr wurden zwei weitere Schiffe bestellt, die 2020 und 2021 abgeliefert werden sollten.
Das Unternehmen änderte seine Planungen und gründete die MV Werften; alle drei Schiffe sollten nun bei MV Werften Stralsund gebaut werden. Es war der erste Auftrag für die Stralsunder Schiffbauer nach der Übernahme durch die malaysische Genting Group.
Am 26. August 2016 wurde mit dem Schiffbauengineering-Unternehmen Foreship der Designvertrag für die Schiffe der Endeavor-Klasse unterschrieben, in der Woche zuvor waren für die Inneneinrichtung der Schiffe Verträge mit den Architekturbüros Tillberg Design, AD Associates und Kudos Design geschlossen worden.
Mit dem ersten Stahlschnitt begann am 15. Januar 2018 der Bau des Typschiffes Crystal Endeavor. Das Schiff sollte nun im Jahr 2020 fertiggestellt werden. Vor der für August 2020 geplanten Indienststellung sollte das Schiff für eine Reihe von Privatfahrten für die Olympischen Spiele in Tokio verchartert werden. Die Kiellegung fand am 21. August 2018 in Beisein von Bundeskanzlerin Angela Merkel, Mecklenburg-Vorpommerns Ministerpräsidentin Manuela Schwesig sowie dem Vorstandsvorsitzenden und Chief Executive Officer (CEO) von Genting Hong Kong, Tan Sri Lim Kok Thay, und Crystal-Präsident und CEO Tom Wolber statt. Nach Grußworten der beiden Politikerinnen wurde die erste, 400 Tonnen schwere Sektion nach dem Platzieren der traditionellen Glücksmünzen auf die Pallen gesetzt.
Anfang April 2019 waren zwei Drittel der Stahlhülle fertiggestellt. Ende Mai 2019 war die Brücke aufgesetzt, die letzten vier Sektionen wurden montiert und die in Finnland gebauten Propellergondeln montiert. Nach Verzögerungen, nach Werftangaben wegen fehlender Fachkräfte und Erfahrungen, wurde das für Spätsommer 2019 geplante Ausdocken verschoben; die wöchentliche Arbeitszeit wurde zwischenzeitlich von 38 bis 40 auf 45 Stunden erhöht. Am 21. Dezember 2019 wurde die Crystal Endeavor aus der Werfthalle zum Schiffslift transportiert, dort ins Wasser des Strelasunds gelassen und zur Endausrüstung an den Ausrüstungskai vor der Werfthalle verholt.
Am 20. März 2020 wurde die Fertigung aller Schiffbauprojekte der MV Werften ausgesetzt und die Werft vorübergehend geschlossen, begründet wurde dies mit den Einschränkungen im Betriebsablauf aufgrund der COVID-19-Pandemie. Der Norddeutsche Rundfunk (NDR) berichtete, dass die Werftengruppe Probleme damit hätte, Rechnungen für die Crystal Endeavor zu begleichen; MV Werften habe sich an die KfW gewandt und Liquiditätshilfen aus dem Corona-Sonderprogramm beantragt. Anfang Oktober 2020 berichtete der NDR, dass ein Großteil eines in Aussicht stehenden Überbrückungskredits des Bundes über 190 Millionen Euro für die Fertigstellung der Crystal Endeavor eingesetzt werden solle.
Das Schiff lief am 5. März 2021 zur ersten, dreitägigen Probefahrt aus und am 20. Mai 2021 zur zweiten Probefahrt. Am 26. Juni 2021, drei Jahre nach Baubeginn, wurde die Crystal Endeavor in Stralsund von Manuela Schwesig, Ministerpräsidentin von Mecklenburg-Vorpommern, getauft. Die Baukosten der Crystal Endeavor betrugen rund 350 Millionen Euro.
Noch während das erste Schiff gebaut wurde, wurden die Planungen geändert und die Bestellung auf zwei Schiffe reduziert. Die Bestellung des zweiten Schiffs, für das in der Werft unter der Baunummer 142 schon die Arbeiten begonnen hatten, wurde im Sommer 2022 storniert.

### Einsatz alsCrystal Endeavor(2021–2022)
Am Nachmittag des 10. Juli 2021 verließ die Crystal Endeavor den Standort Stralsund in Richtung Reykjavik.
Die erste Reise der unter der Flagge der Bahamas fahrenden Crystal Endeavor mit Passagieren an Bord begann am 17. Juli 2021 in Reykjavik und führte rund um Island und in die Arktis. Durch die weltweite COVID-19-Pandemie war die erste Fahrt um fast ein Jahr verschoben worden; geplant und von Passagieren gebucht war die Jungfernfahrt ursprünglich für August 2020, eine erste Eisfahrt ins Rossmeer für Januar 2021. Die Jungfernfahrt der Crystal Endeavor war schon einen Tag nach Freischaltung der Buchungsportale im April 2021 zur Hälfte ausgebucht; der Ticketpreis begann bei 14.000 Euro. Reisen sollten[veraltet] unter anderem auch nach Rio de Janeiro, Buenos Aires, Lissabon, Tromsø und London führen.
Im Januar 2022 meldete Genting Hong Kong, Mutterkonzern von Crystal Cruises, Insolvenz an. Die Crystal Endeavor wurde im Juli 2022 von Silversea Cruises aus der Insolvenzmasse erworben. Der Preis betrug 275 Millionen US-Dollar und liegt damit bedeutend unterhalb der Baukosten (390 Millionen US-Dollar).

### Einsatz alsSilver Endeavour(seit 2022)
Silversea Cruises ließ das Schiff auf einer Werft in Frankreich umbauen und benannte das Schiff in Silver Endeavour um. Die Schiffstaufe erfolgte am 19. November 2022 im Lemaire-Kanal durch Felicity Aston. Seitdem ist die Silver Endeavour auf Kreuzfahrten unterwegs.

## Technische Daten / Ausstattung
Das Schiff ist für Expeditionsreisen sowohl in tropischen als auch polaren Gewässern konzipiert. Das mit Eisklasse (PC 6) gebaute Schiff kann Eis bis zu einer Stärke von einem Meter brechen. Nach Angaben der Werft ist das Schiff die größte Megajacht der Welt mit Eisklasse. Zur technischen Ausstattung gehört ein dynamisches Positionierungssystem, so dass das Schiff in sensiblen Gebieten auf das Ankern verzichten kann. Das Schiff wird von einer bis zu 200 Mann starken Besatzung gefahren. An Bord können 200 Passagiere in zwischen 37 und 290 Quadratmeter (inklusive Balkon) großen Suiten untergebracht werden.
An Bord standen ursprünglich unter anderem ein großes Spa und ein Infinity Pool, der durch einen anhebbaren Boden zur Tanzfläche und zu einem Restaurant-Außenbereich verwandelt werden kann, elektrisch getriebene Schlauchboote, zwei Hubschrauber, zwei U-Boote für jeweils sieben Personen und ein Remotely Operated Vehicle, Jet-Skis, Ware Runner, Kayaks, Paddleboards, Tauchscooter und Tauchausrüstung samt Dekompressionskammer zur Verfügung.
Nach der Übernahme des Schiffs durch Silversea Cruises wurden Umbauten vorgenommen und einige der Ausstattungsmerkmale entfernt. Im April 2023 wurden in einer Werft in Genua der Hubschrauberhangar ersetzt und zehn neue Suiten eingebaut.

## Namensgebung
Benannt ist das Schiff in Anlehnung an James Cooks Segelschiff Endeavour.